# Île de Kefken
L'île de Kefken (en turc : Kefken Adası), se trouve au large de la côte anatolienne de la mer Noire, à quelques minutes en bateau du village continental de Cebeci dans le district de Kandıra de la province de Kocaeli en Turquie .

## Histoire
À l'époque grecque, romaine et byzantine (pré-turque), l'île s'appelait "Daphnusia" (Δαφνουσία), "Apollonia" (Ἀπολλωνία), "Thynias" (Θυνιάς), "Thyni" (Θυνή), "Thynis" (Θυνη) et "Thyniis" (Θυνη)). Le dernier de ces noms est dérivé du grec ancien Thynos (Θύνος) = thon, et peut-être des Thynii, une tribu d'origine thrace qui vivait dans la Bithynie côtière . Il est mentionné par le géographe Claude Ptolémée (5.14.1) et Pline l'Ancien (5.32), et par Strabon, et aussi dans le Périple du Pont-Euxin. Les noms Thynias et Daphnusia sont tous deux donnés par Ptolémée, Thynias par Pline, Strabon et Stephanus de Byzance. Stephanus de Byzance écrit qu'il est également appelé Thyni, Thynis et Thyniis. 
L'île est également mentionnée dans les poèmes épiques grecs Argonautica et Argonautica Orphica. Les deux poèmes parlent des Argonautes. 
Bien que la colonie de l'île n'ait jamais atteint le rang de ville, elle devint, à un stade relativement tardif, un diocèse. C'était à un stade relativement tardif, car il n'y en a aucune mention dans le Synekdèmos. Le premier des Notitia episcopatuum dans lequel il apparaît, toujours sous le nom de "Daphnusia", est celui du début du Xe siècle attribué à l'empereur byzantin Léon VI le Sage. L'Église orthodoxe grecque vénère comme évêque martyr de Daphnusia un certain Sabas, dont on ne sait rien d'autre, tandis que les documents existants montrent que Léon a participé au concile de Constantinople (869), où il exprima le repentir d'avoir abandonné Ignace de Constantinople au profit de Photius , et que son successeur Antonius était au concile de Constantinople (879), qui rétablit Photios Ier de Constantinople. Il n'est plus un évêché résidentiel et Daphnusia est aujourd'hui répertorié par l'Église catholique comme siège titulaire.
En 1261, la flotte latine est engagée dans le siège de l'île lorsque l' empereur grec de Nicée, Michel VIII Paléologue, prend Constantinople et met ainsi fin à l'empire latin.
En 1915, il y eut une bataille navale à proximité entre les Russes et les Ottomans qui se termina par une victoire russe.

## Caractéristiques actuelles
Deux longs brise-lames s'étendent de l'île, formant un port sûr pour les navires. Un phare  datant du 1er janvier 1879 a une portée de 14 milles marins et il y a un phare plus petit sur chacun des deux brise-lames. 
Les murs d'une forteresse des périodes hellénistique et génoise peuvent être vus et quelques puits et citernes d'eau de pluie.